# トーンルン・シースリット
トーンルン・シースリット（ラーオ語: ທອງລຸນ ສີສຸລິດ / Thongloun Sisoulith, 1945年11月10日 - ）は、ラオスの政治家。博士。副首相兼外相、首相を経て、国家主席およびラオス人民革命党中央委員会書記長（最高指導者の役職）を務める。党政治局序列1位、同国の最高指導者の地位にある。

## 経歴
トーンルンは1945年、ラオス北部のフアパン県に生まれた。ラオス内戦中に、革命運動に参加。1962年、フアパンのネーオ・ラーオ・ハクサート（ラオス愛国戦線）教育学校に入学し、1969年まで学ぶ。また1962年から69年まで、フアパンのネオ・ラーオ・ハクサート教育課に勤務。ベトナム戦争中の1969年、ラオスの社会主義勢力と共闘していたベトナム民主共和国（北ベトナム）の首都ハノイに置かれていたネオ・ラーオ・ハクサート代表部に1973年まで駐在した。
1973年、ラオスの社会主義勢力や北ベトナムを支援していたソビエト連邦へ留学し、レニングラード教育大学で言語学および文学修士号を取得。内戦が終結してラオス人民民主共和国が全土を掌握した後の1978年に帰国。同年、首都にあるビエンチャン大学の教員に就任し、1979年から1981年は教育大臣秘書官、教育省渉外課長を歴任した。1981年から1984年、ソ連に再び留学し、首都モスクワの社会科学アカデミーで歴史学博士号を取得した。帰国後の1985年から1986年、閣僚評議会調査局長。
1986年11月の第4回党大会において党中央委員に選出され、党内序列第47位となる。1987年、外務副大臣に任命され、1992年まで務めた。
1991年3月の第5回党大会において中央委員に再選し、序列第27位に昇格。1993年、カムタイ内閣で労働・社会福祉大臣に任命され、1997年まで務めた。
1996年3月の第6回党大会において中央委員に再選し、第15位となる。1997年12月の国民議会議員選挙で当選し、翌1998年2月、第4期国民議会議員に就任するとともに、国民議会常任委員兼外交委員会委員長に任命され、2000年まで務めた。
2001年3月の第7回党大会において中央委員および政治局員に選出され、党内序列第9位となる。直後の3月27日、ブンニャン内閣で副首相兼計画・協力委員会委員長に任命され、2006年までその職にあった。この間、2002年2月に選挙で当選し、同年4月9日から第5期国民議会議員を務める。2004年8月、委員会組織の改称により副首相兼計画・投資委員会委員長となる。他に、投資・協力委員会（CIC）委員長、ラオス国家エネルギー委員会（LNCE）委員長を兼ねた。
2006年3月の第8回党大会において政治局員に再選され、党内序列第8位となる。同年4月、第6期国民議会議員選挙にビエンチャン選挙区から立候補し、当選した。6月8日、第6期国民議会議員に就任するとともに、ブアソーン・ブッパーヴァン内閣の副首相兼外務大臣に任命された。2010年12月、ブアソーン首相の辞任後も、トーンシン内閣で副首相兼外務大臣に留任した。
2011年3月の第9回党大会において政治局員に再選し、党内序列第4位となる。
2016年1月、第10回党大会において政治局員に再選し、党内序列第2位に昇格。同年4月20日、第8期国民議会第1回会議において首相に選出された。
2021年1月、第11回党大会において、政治局序列第1位となり党書記長（最高指導者の役職）に選出され、ブンニャンから最高指導者の地位を継承した。また同年3月22日の第9期国民議会初回会合では国家主席の座もブンニャンより継承した。

## 政治姿勢と人物像
計画・協力委員会委員長として経済開放政策を推進してきた国際派であり、母国語のラーオ語のほか、駐在・留学経験によりベトナム語とロシア語、さらには英語も使える。外務大臣時代は、前任者のソムサワート・レンサワットが親中国路線であったのに対し、トーンルンは「よくバランスがとれた外交政策」を展開していると見られていた。
趣味はゴルフ。

### 日本との関係

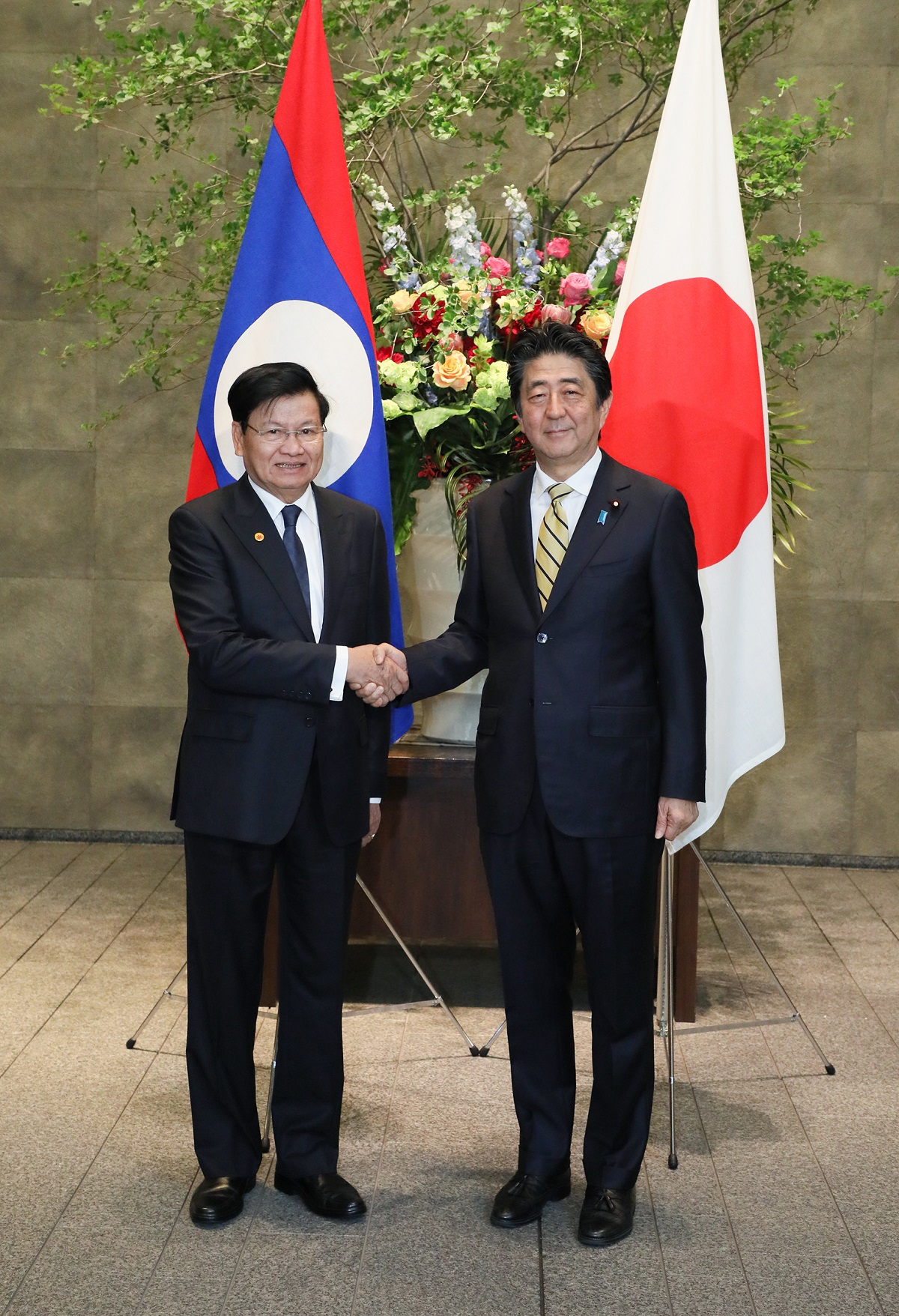
2019年の訪日時。安倍晋三内閣総理大臣（当時、左）と

2002年以降、貿易・投資促進や国際会議を含めた外交活動で日本を度々訪れており、2023年5月25～27日の国家主席としての初訪日では、25日に天皇と会見した。

## 家族
ナーリー・シースリット (Naly SISOULITH) 夫人との間に、男子2人と女子1人をもうけた。